# Nicholas Kalmakoff
Nicholas Kalmakoff, född 1873, död 1955, var en rysk symbolistisk konstnär vars verk präglas av flödande rytmiska former och motiv som spelar på asketism, martyrskap, andlighet, ockultism och sexualitet.

## Biografi
Född i Nervi på den Italienska Rivieran 1873, avliden på sjukhus i Chelles, Seine-et-Marne utanför Paris efter fyra års vistelse där.
Via Bröderna Grimms och E.T.A. Hoffmanns berättelser blev han tidigt fäst vid det mörka och grymma i tillvaron, och lockades enligt egen utsago av det ockulta och demoniska redan i nioårsåldern.
Efter Rivieran flyttade familjen tillbaka till Ryssland och Sankt Petersburg, där Kalmakoff läste vid imperial School of Law. 1905 gifte han sig och flyttade åter till St. Petersburgs Peterhof-distrikt. Där ägnade han sig åt måleri, särskilt avbildande av Djävulen, och var känd som något av en excentriker. Inga målningar från den tiden har påträffats (från 1923 finns dock Satan - Besten själv, omgiven av diverse avskyvärda varelser). Under denna period gick han också med i den asketiska Skoptzy-rörelsen.
Mellan 1908-11 designade han scenkläder och scendekorer till ett flertal pjäser (The Black Masque, Judith, Anathema och The Grand Duke of Moscow). Detta fortsatte han med under första världskriget, då han även designade en del bok & tidnings-omslagsbilder.
Runt 1915 började kriget dock komma ikapp honom; tre år efter Revolutionen 1917 tvingades han flytta. Till en början uppehöll han sig i de baltiska länderna där han även hade några utställningar. Sedermera, 1924, for han vidare till Rivieran för att slutligen hamna på hotel de la rue la Rochefoucault i Paris, där han blev kvar till sin död.

## Konst
Kalmakoffs konst blev inte känd förrän 1964 då 40 av hans återfunna verk ställdes ut på Galerie Motte i Paris, efter att två år tidigare ha påträffats av Bertrand Collin du Bocage och Georges Martin du Nord på Marché aux Puces - en loppmarknad i staden. Många av verken tycks ge uttryck för en misogynisk konstnär, då de sammankopplar kvinnan, särskilt negressen, med sexualitet, en sexualitet som den asketiskt lagda konstnären förknippade med synd, vildhet, råhet och mörkrets krafter. Samtidigt kan det i verken läsas in en hyllning av det sexuella och erotiska, som en urgammal källa till inspiration och kraft, vilket innebär att kvinnan ikläds en dubbel roll - gudinna och fresterska. I övrigt är flytande, pulserande, organiska, harmoniskt-rytmiska landskap/former, mytiska figurer (demoner, sagodjur, änglar etc.), exotiska platser, ofta hämtade ur det förgångna och/eller gamla myter återkommande drag. Besattheten vid Djävulen och det demoniska är uppenbar (Satan, 1923, The Wife of Satan, 1919, The Black Mass, 1924 osv.). I representationerna av dessa demoner och djävulsgestalter är Kalmakoff dock alltid noga med att dölja deras könsdelar.
Hans konstnärskap har av du Nord delats in i tre perioder; 
- 1908–1913; verken delar många stilistiska drag med den s.k.Mir Iskousstva-rörelsen(Vroubel, Bakst, Somov), vilket kan sägas vara St. Petersburgs motsvarighet till Sezessionisterna i Wien och München (Klimt[vem?], Von Stuck) och Art Nouveau-rörelse i Paris (Mucha, Beardsley). Itmärkande för period a är därmed starka färger, skarpa linjer, och guldspiraler.
- 1913–1928 blir färgerna mindre intensiva, linjerna mindre skarpa, och bildernas djup och fyllighet förbättras.
- 1928–1955 dras inspiration från den Italienska renässansen.